# Investidura presidencial de James A. Garfield
La investidura presidencial o toma de posesión de James A. Garfield de 1881 como el vigésimo presidente de los Estados Unidos se celebró el viernes 4 de marzo de 1881, en el pórtico este del Capitolio en Washington D. C. Fue la vigésimo cuarta investidura presidencial y marcó el inicio del periodo de cuatro años de James A. Garfield como presidente y Chester A. Arthur como vicepresidente. Garfield fue asesinado a los 4 de marzo de 1881 (-1 años) de iniciado su periodo y Arthur lo sucedió en la presidencia. El Presidente de la Corte Suprema Morrison Waite tomó el juramento.

## Investidura
Garfield salió de su hogar en Mentor, Ohio hacia Washington D. C. el lunes 28 de febrero de 1881.
En su discurso, Garfield denunció intentos de impedir el sufragio de afroamericanos, expresó su confianza en el patrón oro, advirtió contra los peligros del alto porcentaje de analfabetismo, y amonestó a la práctica de la poligamia por parte de miembros de la La Iglesia de Jesucristo de los Santos de los Últimos Días. Garfield fue reconocido como un orador muy competente pero encontró dificultades cuando redactó su discurso de investidura. Tres días antes de ella, rompió las hojas que había trabajado y empezó febrilmente a trabajar en uno nuevo. Exhausto tras pasar varias noches sin dormir, pronunció el discurso el 4 de marzo pero no logró el efecto que se buscaba entre los presentes.

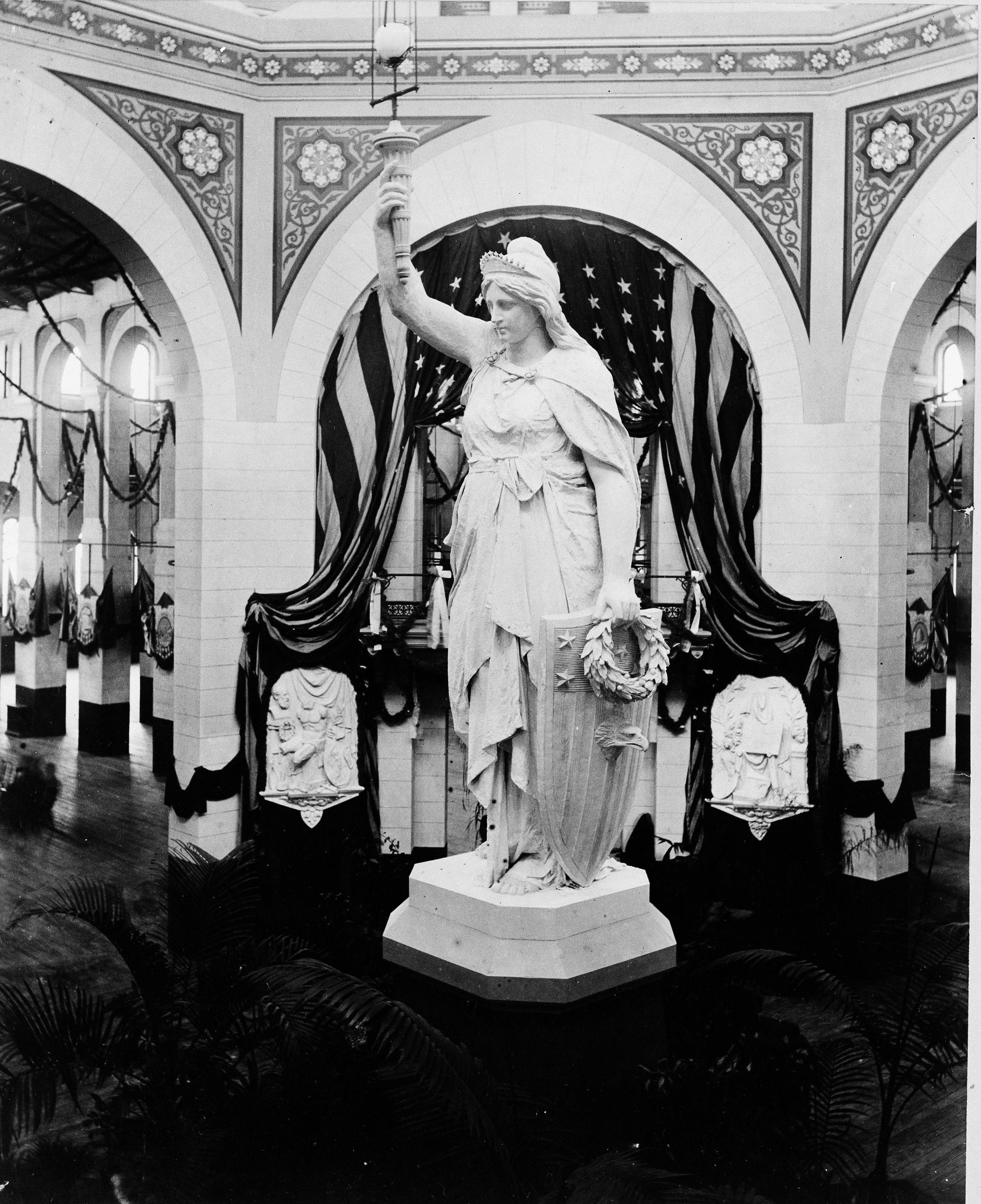
La "Estatua de América" en la rotonda del edificio de las artes y las industrias.

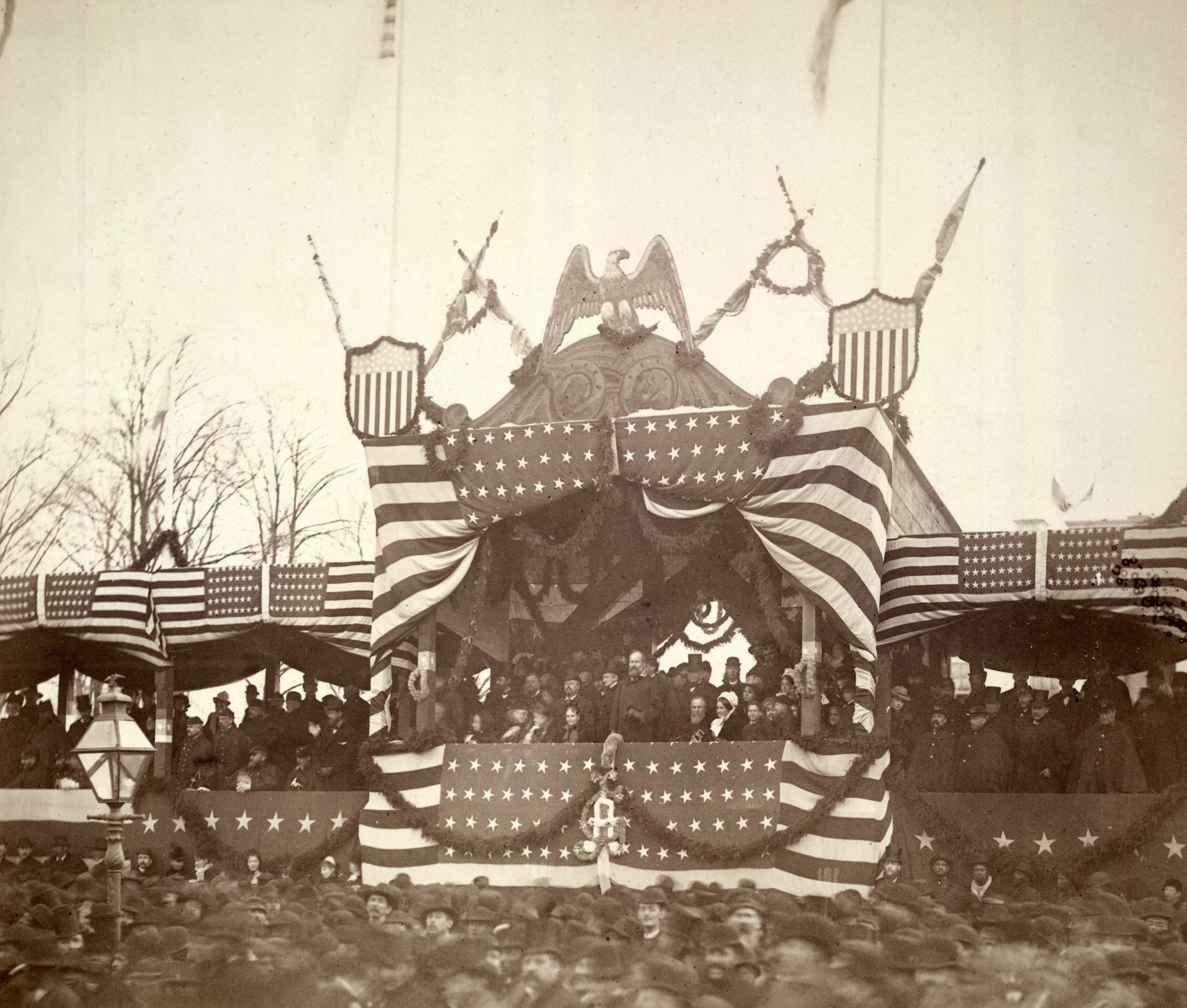
Rutherford B. Hayes fue el único presidente que asistió al desfile de su sucesor.

## Baile inaugural
El baile inaugural de Garfield se celebró la noche de la investidura en el edificio de las Artes y las Industrias del Instituto Smithsoniano que se terminó de construir poco antes ese mismo año. La pieza central de la celebración fue una gran "Estatua de América" en la rotonda del museo, que levantaba una luz eléctrica en su brazo derecho levantado. La música en el evento fue dirigida por John Philip Sousa, y tocada por la Germania Orchestra de Filadelfia y la banda de los marines estadounidenses.